# Open Sud de France 2012
L'Open Sud de France 2012 è stato un torneo di tennis giocato su campi in cemento al coperto. È stata la 25ª edizione dell'evento conosciuto prima come Grand Prix de Tennis de Lyon e successivamente come Open Sud de France, ed appartiene alla serie ATP World Tour 250 series dell'ATP World Tour 2012. Gli incontri si sono tenuti nella Park&Suites Arena, a Montpellier, in Francia, dal 30 gennaio al 5 febbraio 2012.

## Partecipanti

### Teste di serie
| Nazionalità | Giocatore             | Ranking* | Testa di serie |
| ----------- | --------------------- | -------- | -------------- |
| Rep. Ceca   | Tomáš Berdych         | 7        | 1              |
| Francia     | Gilles Simon          | 14       | 2              |
| Francia     | Gaël Monfils          | 15       | 3              |
| Francia     | Richard Gasquet       | 18       | 4              |
| Spagna      | Feliciano López       | 19       | 5              |
| Germania    | Florian Mayer         | 21       | 6              |
| Germania    | Philipp Kohlschreiber | 41       | 7              |
| Finlandia   | Jarkko Nieminen       | 49       | 8              |

* Ranking al 16 gennaio 2012.

### Altri partecipanti
I seguenti giocatori hanno ricevuto una wildcard per il tabellone principale:
- Nikolaj Davydenko
- Guillaume Rufin
- Paul-Henri Mathieu

I seguenti giocatori sono passati dalle qualificazioni: 

- Maxime Teixeira
- Roberto Bautista Agut
- Florent Serra
- Marc Gicquel

## Campioni

### Singolare
Tomáš Berdych ha sconfitto in finale  Gaël Monfils per 6-2, 4-6, 6-3.
- È il settimo titolo in carriera per Berdych.

### Doppio
Nicolas Mahut /  Édouard Roger-Vasselin hanno battuto in finale  Paul Hanley /  Jamie Murray per 6-4, 7–6(4).